# Fabriciana leechi
Fabriciana leechi är en fjärilsart som beskrevs av Charles James Watkins 1924. Fabriciana leechi ingår i släktet Fabriciana och familjen praktfjärilar. Inga underarter finns listade i Catalogue of Life.